# Alue Jamok
Alue Jamok is een bestuurslaag in het regentschap Aceh Utara van de provincie Atjeh, Indonesië. Alue Jamok telt 620 inwoners (volkstelling 2010).